# Nightbird (álbum de Yanni)
Nightbird , es un álbum de compilación del músico griego Yanni, lanzado bajo el sello Private Music en 1997.

## Temas
| #  | Tema                             | Duración |
| -- | -------------------------------- | -------- |
| 1. | " The North Shore of Matsushima” | 05:10    |
| 2. | " Point of Origin”               | 05:58    |
| 3. | “Within Attraction”              | 04:11    |
| 4. | “Dance With a Stranger”          | 05:02    |
| 5. | “Chasing Shadows”                | 05:38    |
| 6. | " Days of Summer”                | 04:25    |
| 7. | “Nightbird”                      | 06:01    |

## Personal
Todos los temas musicales presentes en este disco fueron compuestos por Yanni